# Delias belisama
Delias belisama é uma borboleta da família Pieridae. Foi descrita por Pieter Cramer em 1779. É encontrada no reino Indomalaio.
A envergadura é de cerca de 74-84 milímetros.

## Subespécies

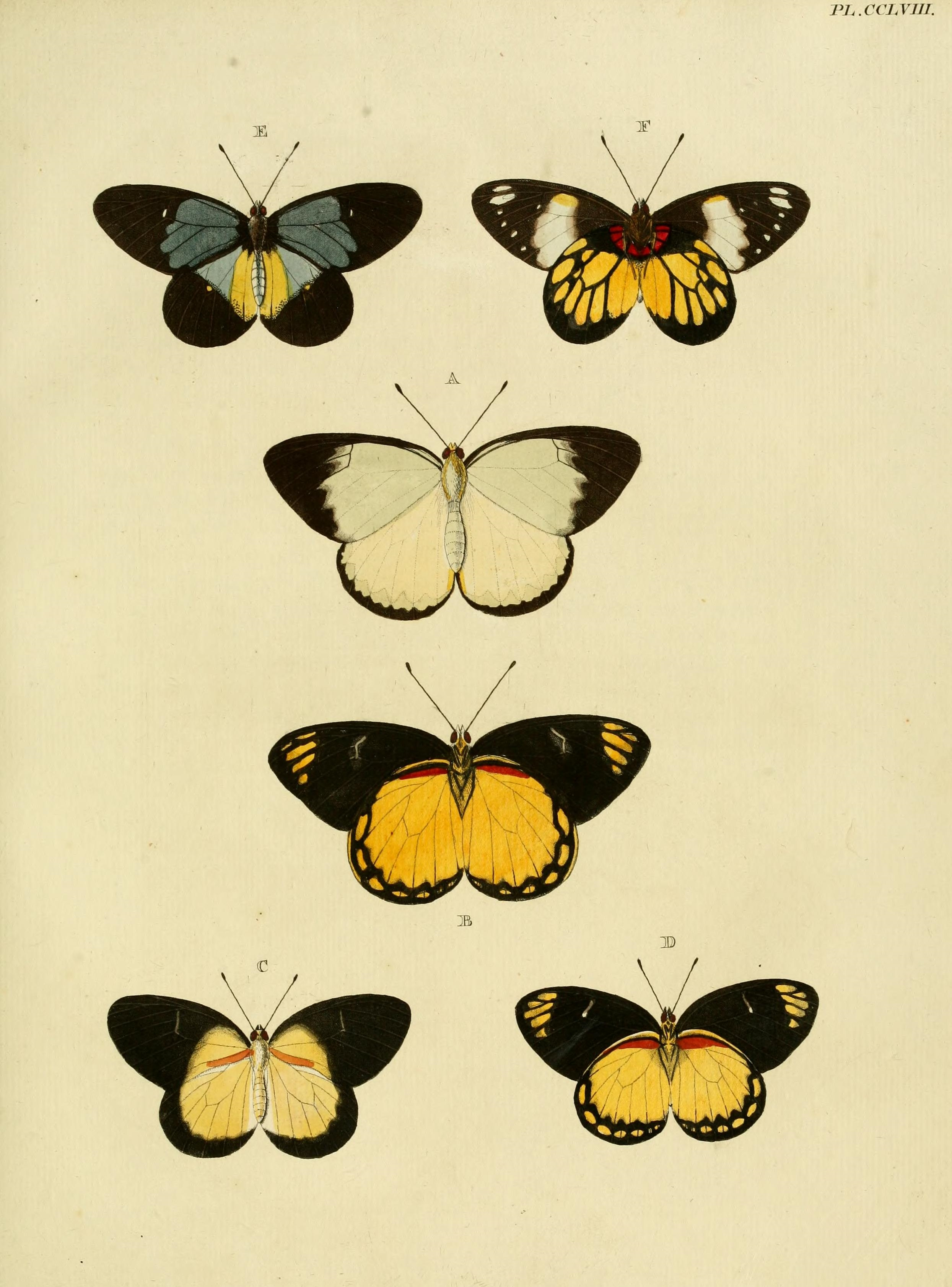
A, B (♀), C, D (♂): "(Papilio) Belisama" (= Delias belisama (Cramer, [1780]).

- D. b. belisama (Java ocidental e central)
- D. b. glauce (Butler, 1865) (Sumatra)
- D. b. nakula Grose-Smith & Kirby, 1889 (Java oriental)
- D. b. balina Fruhstorfer, 1908 (Bali)